# Fabio Aru
Fabio Aru (født 3. juli 1990) er en tidligere italiensk professionel cykelrytter. Han kørte for Astana Pro Team i seks sæsoner fra 2012 efter fire år hos holdet Palazzago i Italien. I 2013 sluttede han på fjerdepladsen i Giro del Trentino, hvor han også vandt ungdomstrøjen. Fabio Aru kørte sin første Grand Tour, Giro d'Italia 2013, som hjælperytter for holdets kaptajn Vincenzo Nibali, der endte med at vinde løbet. Aru sluttede selv som nummer 42.
Fabio Aru har siden vist sig som en kommende stjerne inden for cykelsporten med topresultater i de store etapeløb. Hans første gennembrud var i 2014, hvor han kom på tredjepladsen i Giro d'Italia, efter Nairo Quintana (Team Movistar) og Rigoberto Urán (Omega Pharma-Quick Step). Samme år kom han femtepladsen i Vuelta a España, der blev vundet af Alberto Contador. I 2015 fulgte han det op med en andenplads i Giro d'Italia, hvor han vandt to etaper, og Alberto Contador vandt samlet,. I 2015 kom det foreløbige højdepunkt i Arus karriere, da han vandt Vuelta a España foran Joaquim Rodríguez og Rafał Majka.

## Meritter
2011
Samlet og 6. etape, Giro della Valle d'Aosta
2012
Toscana Coppa delle Nazioni
2. plads samlet, Girobio
Samlet og 3. etape, Giro della Valle d'Aosta
2014
3. plads samlet og 15. etape, Giro d'Italia
11. og 18. etape, Vuelta a España
2015
2. plads samlet, 19. og 20. etape, Giro d'Italia
Samlet, Vuelta a España
2016
3. etape, Critérium du Dauphiné
2017
 Italiensk mester i landevejsløb
5. etape, Tour de France

## Grand Tour tidslinje
| Grand Tour | 2013 | 2014 | 2015 | 2016 | 2017 |
| ---------- | ---- | ---- | ---- | ---- | ---- |
| Giro       | 42   | 3    | 2    | –    | –    |
| Tour       | –    | –    | –    | 13   |      |
| Vuelta     | –    | 5    | 1    | –    |      |

UD = Udgået; IG = Igangværende

## Eksterne links
- Wikimedia Commons har flere filer relateret til Fabio Aru
- Fabio Arus opslag i Munzinger Sportsarchiv (tysk)
- Fabio Arus profil på Sports-Reference OL-resultater (arkiveret) (engelsk)
- Fabio Arus profil på Olympedia (engelsk)
- Fabio Arus profil hos UCI (engelsk)
- Fabio Arus profil på CycleBase (engelsk)
- Fabio Arus profil på Cykelsiderne
- Fabio Arus profil på Cycling Quotient (engelsk)
- Fabio Arus profil på ProCyclingStats (engelsk)
- Fabio Arus profil på FirstCycling
- Fabio Arus profil hos as.com (spansk)